# 孟國祚
孟國祚（1588年—1638年），字直符，號類陽，直隶顺德府邢台县军籍。明朝政治人物。

## 生平
孟國祚貌魁梧，美鬚髯，性端厚孝友。十八岁入博士弟子员，万历二十二年（1594年）丁外艰，哀毁几至灭性，让产于两兄，独食贫，励志攻苦。服阕，试辄冠军，廪于庠。萬曆四十年（1612年）參加鄉試，心动不试归，母华氏卒，读礼庐墓。萬曆四十六年（1618年）戊午科順天鄉試舉人，天啓二年（1622年）壬戌科進士。工部觀政，六月授山西太原府推官，郡有疑狱，讞而释之，无株系凭。城蠹倚豪右为不法，廉其实不，以三尺徇。盗以山为薮，出入剽掠，设堠置兵，盗发辄捕。遇饑荒，捐俸具粥药，多所全活。
孟國祚理刑六载，以举卓异，崇祯元年（1628年），召为给事中，历吏、户、刑三科左右及都給事中，敢言直谏，疏凡五十余上，循职掌封驳弹劾，从国是起见存大体。升太常寺少卿、大理寺少卿、太仆寺卿、大理寺卿，公通籍十七年，大半皆刑官，执法平允。都城警，守御有功，纪叙褒赏。甲子、丁卯充山西、陕西同考官，得士十二人。癸酉典试山左，取八十二人，文章遵正始，无轧茁，入彀者多名下士。辛未入武闱状元王来聘、探花贺秉钺，皆门下，后来聘死忠，天子嘉悯，愈重公有知人之鉴。册代藩，祭鲁藩，两侍经筵，引耕藉，遣阅十二陵，敬翼小心。时国步多艰，数次召对，鞠躬尽瘁成病，乞休告，圣眷弗许，卒于官。讣闻，上震悼，予祭葬，赠工部右侍郎，荫一子。居尝语人曰：「我做秀才，学识不如人，才调不如人，勤苦笃志则如人。居官明敏不如人，力量不如人，洁己奉公则如人。」其自任有如此者，人以为真诚不欺实录也。

## 身後
祀名宦于太原，邢台祀乡贤。墓在城西南十五里由留村，礼部尚书王铎撰墓志，赐祭葬。现出土有傅永淳篆書孟国祚墓志盖（《明賜進士出身嘉議大夫大理寺卿贈工部右侍郎類陽孟公墓》）

## 家族
曾祖孟海。祖父孟鎮。父孟光先，壽官。母華氏。永感下。兄國禎、國祥（生员）。娶聶氏。子伯曾、仲曾。